# Squale noir
Aculeola nigra
Genre
Espèce
Statut de conservation UICN

 DD  : Données insuffisantes
Le Squale noir (Aculeola nigra) est une espèce de requins de l'ordre des Squaliformes, la seule du genre monotypique Aculeola.

## Distribution

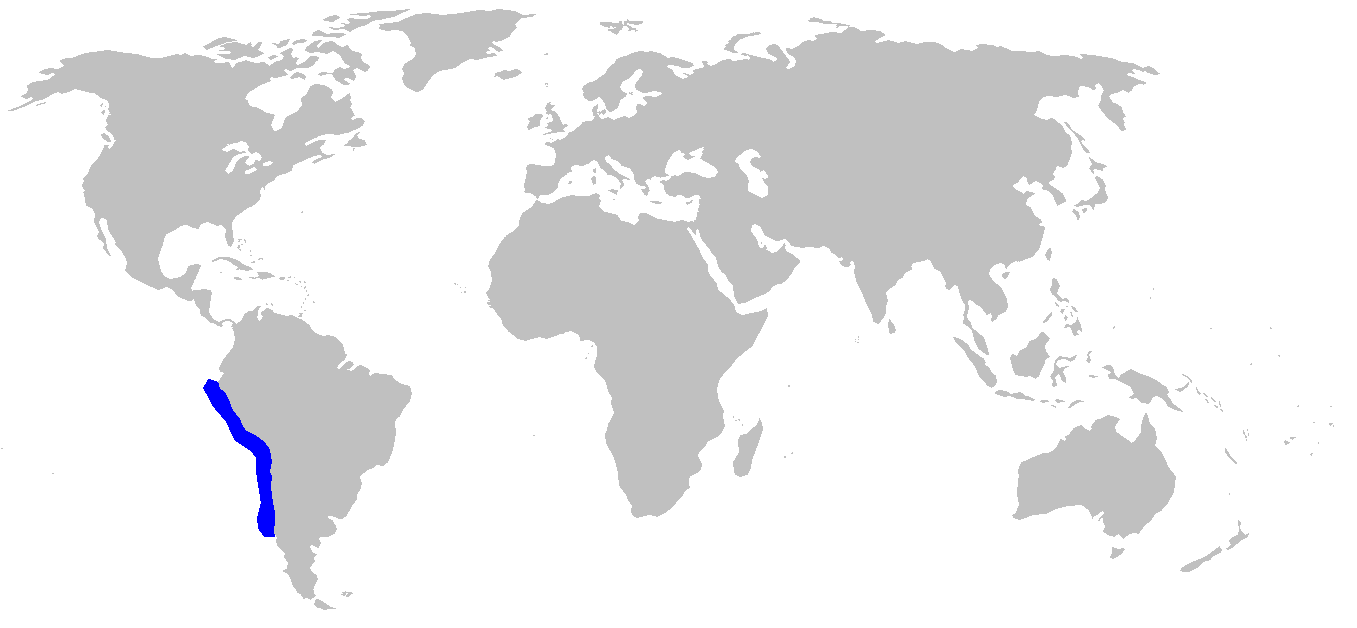
Distribution du squale noir.

Il vit dans les eaux profondes (de 100 à 560m) du sud-est de l'Océan Pacifique, près des côtes chiliennes et péruviennes.